# پاپ گریگوری شانزدهم
پاپ گریگوری شانزدهم (به انگلیسی: Gregory XVI) (تولد ۱۸ سپتامبر ۱۷۶۵ – مرگ ۱ ژوئن ۱۸۴۶) یکی از پاپ‌های کلیسای کاتولیک رم بود که در ایتالیا به دنیا آمد و از ۱۸۳۱ تا ۱۸۴۶ میلادی پاپ بود.